# 松井三雄
松井三雄（まつい みつお、1897年6月21日-1983年3月19日）は、日本の教育心理学者。
山口県美祢郡出身。1923年東京帝国大学文学部心理学科卒。体育研究所、東京文理科大学教授、東京大学教授、61年定年退官、名誉教授、日本大学教授、鶴川女子短期大学学長。83年退任。日本学術会議会員。体育心理学、スポーツ心理学のほか、音楽教育についても研究した。

## 著書
- 『体育心理学』目黒書店 1930　体育の科学社 1952
- 『児童体育心理』同文書院 1931
- 『体育考査法』目黒書店 1948
- 『スポーツ心理学』同文書院 1959
- 『音楽科の系統的指導計画』明治図書出版 1960

### 共編著
- 『スポーツの心理』中村弘道共著　心理学叢書 教育研究会 1932
- 『体育測定法』水野忠文,江橋慎四郎共著 杏林書院[ほか], 1957
- 『小学校学習指導要領の展開 [第8] 音楽科編』梶野健二共著 明治図書出版 1959
- 『現代の生理と心理 第3 青年の生理と心理』笠松章共編 医歯薬出版 1960
- 『鑑賞の新しい指導』編著 明治図書出版 小学校音楽教育叢書 1962
- 『教育・体育・スポーツ』編著 杏林書院体育の科学社 1968

## 論文
- <松井三雄